# ترومای سرخ
ترومای سرخ فیلمی به کارگردانی، نویسندگی و تهیه‌کنندگی اسماعیل میهن‌دوست محصول سال ۱۳۹۵ است.

## بازیگران
- پریوش نظریه
- آتش تقی‌پور
- نیکان راست‌قلم
- الهام طهموری
- ایران مسعودی
- النا آهی
- مهتاب کرامتی
- رضا کیانیان
- ویشکا آسایش
- مهوش افشارپناه
- باران کوثری
- مهرداد صدیقیان